# Protonemura consiglioi
Protonemura consiglioi är en bäcksländeart som först beskrevs av Aubert 1953.  Protonemura consiglioi ingår i släktet Protonemura och familjen kryssbäcksländor. Inga underarter finns listade i Catalogue of Life.